# Джакопо д'Анджело
Джакопо д'Анджело (італ. Jacopo d'Angelo; 1360—1410) — італійський гуманіст, одним із перших європейських дослідників «Географії» давньогрецького вченого Клавдія Птолемея. Він 1406 року переклав її латинською мовою. В усіх виданнях «Географії», починаючи з 1475 року і до венеційського видання 1511 року, використовується його переклад. Лише в римському виданні 1478 року текст було звірено з грецьким оригіналом його видавцем, італійським гуманістом Доміціо Кальдеріні (італ. Domizio Calderini; *1446, Торрі-дель-Бенако — †1478, Рим), який вніс у текст деякі поправки.